# Банкоталер
Банкоталер, банко-талер, банковый талер (нем. Bankotaler) — внутрибанковская денежная единица XVII-XIX веков, выраженная в идеальных талерах определённого типа, которые гарантировали клиенту банка получение не какого-то определённого количества монет, а фиксированного веса серебра в любых реальных монетах. Иногда банкоталеры и подражания им выпускались и в виде реальных монет. Впервые появился в созданном в 1619 году Гамбургском банке. Нововведение было революционным для своего времени по целому ряду параметров. В отличие от монет банкоталер имел постоянную, неизменяющуюся ценность. Внесённые частным лицом средства получали фиксированную стоимость, которая не зависела от порчи монеты. При проведении торговых операций в условиях наличия массы денежных единиц в обороте возникала постоянная необходимость их сравнения. Наличие единицы с постоянной стоимостью давала возможность для создания эталона относительно которого определялась стоимость той или иной монеты. Данные особенности позволили записать банкоталеры в «идеальные монеты», то есть в постоянную меру стоимости, под которой понимали фиксированное количество благородного металла. Расчёты банки проводили курсовыми монетами путём перерасчёта их реальной стоимости в банкоталерах.
К банкоталерам относят несколько монет Бранденбурга и Пруссии, а также Польши отчеканенные по весовым характеристикам альбертусталера.

## Банкоталеры Гамбургского банка
В созданном в 1619 году Гамбургском банке банкоталер был приравнен к полновесному рейхсталеру. Согласно аугсбургскому монетному уставу они должны были содержать 1⁄9 кёльнской марки чистого серебра. Это соответствовало 29,23 г серебра 889 пробы, или 25,98 г чистого серебра. Гамбургский банк, как и другие финансовые учреждения, стремился иметь в своих хранилищах полновесную монету. Вследствие порчи деньги в реальном обращении в большинстве случаев не соответствовали заявленным весовым характеристикам и содержащимся в них количестве благородного металла. Введение банкоталеров позволяло решить данную проблему. В то же время, будучи счётной единицей конкретного банка, стоимость банкоталера могла быть изменена решением финансового учреждения. Так, с 1690-х годов банкоталер стал соответствовать не имперскому рейхсталеру с характеристиками 1566 года, а голландскому альбертусталеру. Таким образом его стоимость снизили с 1⁄9 до 1⁄9,25 веса кёльнской марки чистого серебра.
Один банкоталер Гамбургского банка соответствовал 3 банкомаркам, 48 банко-шиллингам и 486 банко-пфеннигам. На первую половину XIX столетия одна кёльнская марка чистого серебра (233,855 г) соответствовала 27 маркам банко и 10 банко-шиллингам. На имя положившего в банк 1000 марок серебра записывались 27625 марок банко. Внесённые средства выдавались обратно с удержанием 2 банко-шиллингов с каждой марки чистого серебра.
Нововведение Гамбургского банка было революционным для своего времени по целому ряду параметров. В отличие от других монет банкоталер имел постоянную, неизменяющуюся ценность. Внесённые частным лицом средства получали фиксированную стоимость, которая не зависела от порчи монеты. При проведении торговых операций в условиях наличия массы денежных единиц в обороте возникала постоянная необходимость их сравнения. Наличие единицы с постоянной стоимостью давала возможность для создания эталона, относительно которого определялась стоимость той или иной монеты. Данные особенности позволили записать банкоталеры в «идеальные монеты», то есть в постоянную меру стоимости, под которой понимали фиксированное количество благородного металла. Также их относят к переводным монетам, то есть таким, выпуск которых происходит в условиях нескольких денежных систем, в целях приравнивания друг к другу различных монетных стоп.
В самом Гамбурге банкоталер оставался счётной единицей, которая просуществовала вплоть до второй половины XIX столетия. Сама система получила широкое распространение и была взята на вооружение другими немецкими, итальянскими, амстердамским, рижским и английскими банками.

## Бранденбург и Пруссия

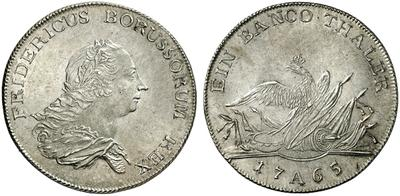
Прусский банкоталер 1765 года

Решение Гамбургского банка считать банкоталером альбертусталер, а не рейхсталер, имело последствия для денежного обращения в германских государствах. В 1695 и 1696 годах в курфюршестве Бранденбург выпускали монеты с характеристиками альбертусталера. Об этом прямо говорится на самой монете «NACH DEM FUES DES BURGUND THALERS», что в вольном переводе обозначает «По монетной стопе бургундского талера». Их стали называть либо альбертусталерами, согласно весовым характеристикам, либо банкоталерами по причине соответствия гамбургской счётной денежной единице.
В 1701 году курфюрст Бранденбурга Фридрих III становится королём Пруссии, а сама область Бранденбург — провинцией нового королевства. В 1765 году в Берлине открывают центральный королевский банк. При открытии было принято решение, что основной счётной единицей банка будет банкоталер общим весом 28,13 г серебра 792-й пробы. Обычные талеры содержали 22,27 г серебра 750-й пробы. Таким образом банкоталер центрального банка государства был более полновесным по сравнению с курантным талером, отчеканенном по стандартам грауманской монетной стопы. Отличие также состояло в том, что курантные талеры подразделялись на 24 гроша, в то время как банкоталеры на 32 (по аналогии с гамбургским). Отчеканенные 100 тысяч монет 1765 года поместили в государственную казну. В широкий оборот они не попали. В 1790 году весь тираж переплавили.
Различают два монетных типа прусских банкоталеров. Первый 1765 года представлен на рисунке и имеет обозначение номинала «EIN BANCO THALER». Второй, 1766 и 1767 годов выпуска, содержит круговую надпись на реверсе «NACH DEM FVS DER ALBERTVS THALER», что в вольном переводе обозначает «по монетной стопе альбертусталера». Монеты 1766 года чеканили в Магдебурге, 1767 года — в Берлине. На 2017 год известен всего лишь один сохранившийся экземпляр 1766 года. Тираж 1767 года составляет 2075 экземпляров.

## Польские и саксонские банкоталеры

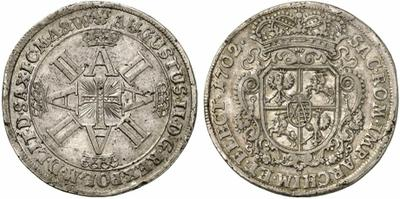
Байхлингталер 1702 года

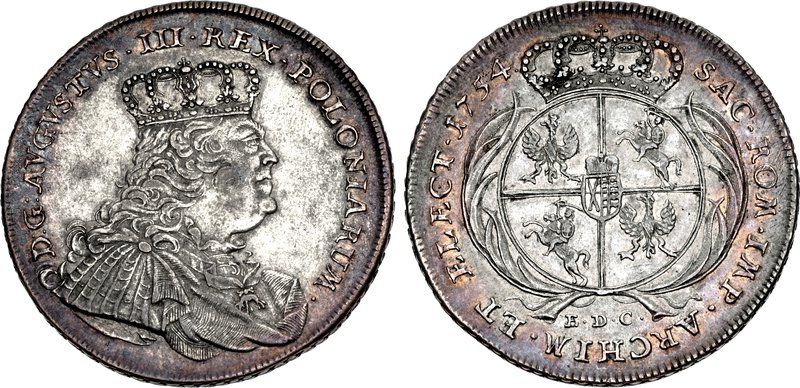
Банкоталер 1756 года

Польско-саксонские монеты 1702 и 1754 годов выпуска практически все доступные нумизматические источники относят к банкоталерам. При этом объяснение в связи с чем именно эти, а не другие многочисленные подражания альбертусталеров, являются банкоталерами, отсутствует.
В 1697 году польский трон занял саксонский курфюрст, вошедший в историю как Август Сильный. В 1702 году было выпущено 3 типа банкоталеров на монетном дворе Лейпцига. Данные монеты можно отнести как к немецким (саксонским), так и к польским. Судьба одной из монет оказалась столь экстраординарной, что она получила название байхлингталера по имени ответственного за выпуск великого канцлера Байхлингена.
Следующий выпуск польских банкоталеров датирован 1754 годом.